# Kvangdzsui metró
A kvangdzsui metró Dél-Korea hatodik legnagyobb városában, Kvangdzsuban nyílt meg 2004 áprilisában, az ország ötödik metróüzemeként. A metróüzem egy vonalból áll, a második vonal építésének előkészítése folyamatban van.

## Hálózat
A város tervei egy öt vonalból álló hálózat kiépítését tartalmazzák, melyek közül az első vonal készült el, a második vonal építése hamarosan elkezdődik. A hármas, és négyes számú vonal egyaránt körjárat lesz, míg az ötös várhatóan az északnyugati elővárosi területeket fogja összekapcsolni a belvárossal.

### 1-es vonal
A zöld színnel jelzett egyes vonal a várost kelet-nyugati irányban szeli át, a belvároson keresztül. A vonalat 1996-ban kezdték el építeni, az építkezés befejezésére, és az első szakasz átadására azonban financiális problémák miatt csak 2004. április 28-án került sor. A vonalat 2008. április 11-én nyugat felé meghosszabbították, kialakítva így az első vonal jelenlegi - véglegesnek gondolt -  kiépítettségét. Az egyes szakaszokat a következő állomások között adták át:
- 2004. április Noktong (녹동) - Szangmu (상무)
- 2008. április Szangmu - Phjongdong (평동)

A vonal új, nyugati irányú meghosszabbítása eléri a repülőteret, valamint Szongdzsong Ri állomáson lehetőséget biztosít a KTX, a dél-koreai nagysebességű vasút felé történő átszállásra.
A 2007-es forgalomszámlálás alapján a napi átlagos utasforgalom 38 143 volt, míg egész évben 13 922 273 utast számoltak.
A vonalon az első szerelvények fél 6-kor, az utolsók fél 12 körül indulnak el a végállomásról, a vonalon a végállomástól végállomásig történő utazás 33 percig tart. A négykocsis, Rotem gyártmányú vonatok utazási sebessége 80 km/h, energiaellátásukat felsővezetékről nyerik.

### 2-es vonal
A kettes vonal –  mely a városban körjáratként fog közlekedni – építésének előkészítése folyamatban van. A tervezettnek megfelelően az egyes vonal építésének befejeztével – mely 2008 áprilisában megtörtént – a kettes vonal építése kezdődik. Az új vonal a meglevő nehézmetrótól eltérően könnyebb, LRT jellegű szerelvényekkel fog közlekedni, olcsóbb kivitelezést téve lehetővé, igazodva a várhatóan alacsonyabb utasszámhoz.
A kettes vonal, előreláthatólag 3 szakaszban fog kiépülni, a vonal összhossza 22,1 km lesz. A megvalósítás jelenleg tervezett etapjai a következők:
- 2008-2011 Namgu Pegungvangdzsang – Pukku Kvangdzsujok (북구 광주역) (6,7 km)
- 2012-2015 Pukku Kvangdzsujok – Szogu Maruktong (서구 마륵동) (8,4 km)
- 2016-2019 Szogu Maruktong – Namgu Pegungvangdzsang (7,0 km)

## Jegyrendszer
A többi koreai városhoz hasonlóan, a kvangdzsui metróban is hagyományos, és elektronikusan feltölthető bérletjegyekkel lehet utazni. Az utazás ára hagyományos jeggyel 1000 von, az elektronikus kártyával 950 von.